# Sisyphus caffer
Sisyphus caffer là một loài bọ cánh cứng trong họ Bọ hung (Scarabaeidae).